# 玩家角色
玩家角色（player character）是在电子遊戲中由玩家控制扮演的角色。大部分的玩家角色都是主角或是遊戲劇情的關鍵，玩家角色也慣稱作玩家。飛行類射擊遊戲的玩家角色常稱為自機。
與玩家角色相对的是非玩家角色（NPC），意指非玩家控制的遊戲角色，可能包括旁觀者、對手、關卡主宰者等。
玩家在电子游戏中通常只能选择一名角色。有些游戏提供一组角色供玩家选择，但一般来说只能同时控制一名角色。在多角色的游戏中，不同的角色可能有着不同的能力，不同的长处与弱点来使游戏体验更为多样化。